# Peršaja Liha 1996
La Peršaja Liha 1996 è stata la 6ª edizione della seconda serie del campionato bielorusso di calcio. La stagione è iniziata il 21 aprile 1996 ed è terminata il 3 novembre successivo.

## Stagione

### Novità
Al termine della passata stagione, è salito in massima serie il Naftan-Dėvon. È retrocesso in Druhaja liha il Chimvalanko Hrodna.
Dalla Vyšėjšaja Liha 1995 è retrocesso il Babrujsk, che si è tuttavia sciolto al termine della stagione e non si è iscritto a questa edizione del campionato. Dalla Druhaja liha sono salite Maksim-Orša e Budaŭnik Bjaroza.
Le seguenti squadre hanno cambiato denominazione:
- Il KPF Slonim è diventato Kamunal'nik Slonim
- Il Maksim-Orša è diventato Maksim-Lehmaš
- Il Brėstbytchim è diventato Kobryn

### Formula
Le quindici squadre si affrontano due volte, per un totale di ventotto giornate. Essendo un campionato a numero dispari, ogni squadra osserverà un turno di riposo.
Le prime due classificate, vengono promosse in Vyšėjšaja Liha 1997. L'ultima, invece, retrocede in Druhaja liha.

### Avvenimenti
Nel mese di giugno, dopo sole otto giornate di campionato, il Famal'gaŭt e il Kimavec Vicebsk si sono ritirate dal campionato. I risultati conseguiti dalle due squadre sono stati di conseguenza annullati.

## Classifica finale
|  | Pos. | Squadra                  | Pt | G  | V  | N | P  | GF | GS | DR  |
|  | ---- | ------------------------ | -- | -- | -- | - | -- | -- | -- | --- |
|  | 1.   | Transmaš Mahilëŭ         | 49 | 24 | 14 | 7 | 3  | 47 | 13 | +34 |
|  | 2.   | Kamunal'nik Slonim       | 45 | 24 | 13 | 6 | 5  | 45 | 17 | +28 |
|  | 3.   | Chimik Svetlahorsk       | 43 | 24 | 12 | 7 | 5  | 31 | 19 | +12 |
|  | 4.   | Homel'                   | 42 | 24 | 11 | 9 | 4  | 42 | 19 | +23 |
|  | 5.   | Kamunal'nik Pinsk        | 38 | 24 | 10 | 8 | 6  | 40 | 19 | +21 |
|  | 6.   | Dinamo-Juni Minsk        | 34 | 24 | 9  | 7 | 8  | 27 | 26 | +1  |
|  | 7.   | Tarpeda Žodzina          | 33 | 24 | 8  | 9 | 7  | 24 | 20 | +4  |
|  | 8.   | Maksim-Lehmaš            | 32 | 24 | 10 | 2 | 12 | 33 | 45 | -12 |
|  | 9.   | Ljakamatyŭ Vicebsk       | 32 | 24 | 8  | 8 | 8  | 33 | 24 | +9  |
|  | 10.  | Kardan-Flaers            | 31 | 24 | 9  | 4 | 11 | 39 | 40 | -1  |
|  | 11.  | Budaŭnik Bjaroza         | 26 | 24 | 6  | 8 | 10 | 23 | 37 | -14 |
|  | 12.  | Kobryn                   | 24 | 24 | 7  | 3 | 14 | 22 | 36 | -14 |
|  | 13.  | Stroitel' Staryja Darohi | 0  | 24 | 0  | 0 | 24 | 6  | 97 | -91 |
|  | ---  | Famal'gaŭt               | –  | –  | –  | – | –  | –  | –  | –   |
|  | ---  | Kimavec Vicebsk          | –  | –  | –  | – | –  | –  | –  | –   |

Legenda:
      Promossa in Vyšėjšaja Liha 1997.
      Retrocessa nelle Druhaja Liha 1997
      Esclusa a campionato in corso.
Note:
Tre punti a vittoria, uno a pareggio, zero a sconfitta.